# ریدربورت
ریدربورت (به هلندی: Ridderbuurt) یک منطقهٔ مسکونی در هلند است که در آلفن آن درین واقع شده‌است. ریدربورت ۱۲۰ نفر جمعیت دارد.